# Lucas Ocampos
Lucas Ariel Ocampos (Quilmes, 11 luglio 1994) è un calciatore argentino, attaccante del Monterrey.

## Caratteristiche tecniche
Ha iniziato la carriera calcistica come centrocampista arretrato, prima di avanzare il suo raggio d'azione sulla zona trequarti di campo. Ambidestro di piede è dotato di grande rapidità, predilige agire come ala sinistra, ma grazie alla sua duttilità tattica, può spaziare su tutto il fronte d'attacco. Molto forte fisicamente, unisce questa sua caratteristica ad una buona tecnica individuale. Proprio per questo in patria era stato paragonato a Cristiano Ronaldo per movenze e abilità nei colpi di testa. Si dimostra inoltre un ottimo rigorista.

## Carriera

### Club

#### River Plate

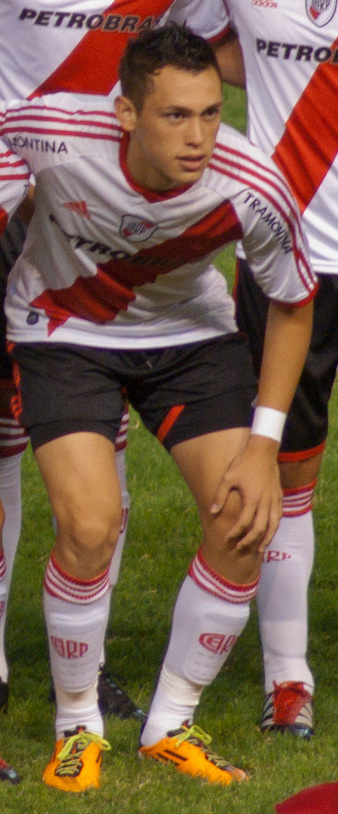
Ocampos ai tempi del River Plate nel 2012.

Lucas Ocampos inizia a giocare nelle giovanili del River Plate, e debutta in prima squadra il 16 agosto 2011, contro il Chacarita Juniors. All'esordio mostra subito buona tecnica e personalità, tanto che viene aggregato stabilmente alla prima squadra.
Segna il suo primo gol nella squadra maggiore il 20 agosto 2011 nella partita River Plate-Independiente Rivadavia, match vinto 3-1.
A fine anno la sua squadra arriva al 1º posto, ritornando a giocare in Primera División, giocando 39 partite con 7 goal.

#### Monaco

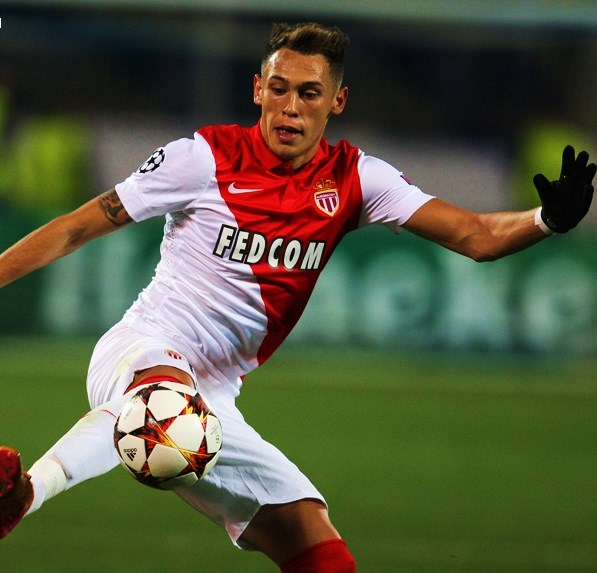
Ocampos con la maglia del Monaco in una partita di Champions League nel 2014.

Nell'estate 2012 il Monaco di Claudio Ranieri formalizza l'acquisto del talento argentino per una cifra vicina ai 13 milioni di euro, un record per la seconda divisione transalpina. L'esordio arriva alla 6ª giornata di campionato, contro il Le Havre, match perso 2-1. Il primo goal in maglia bianco-rosso arriva contro l'Istres, match vinto 2-0. Ciò si ripete altre 3 volte contro l'Arles (vinto 0-2), il FC Niort (pareggiata 1-1) e Clermont (vinto 4-0). A fine anno la sua squadra si qualifica al 1º posto di 2 giornate d'anticipo, potendo partecipare, dopo 2 anni di assenza, in Ligue 1, e lui gioca 29 partite facendo 4 goal.
L'esordio in questa stagione arriva nella partita vinta 2-0 contro il Bordeaux, facendo anche un assist. Il suo secondo assist arriva nel match vinto 4-1 contro il Montpellier nella seconda giornata di campionato. Il primo goal stagionale arriva alla 9ª giornata di campionato, contro il Saint-Étienne, match vinto 2-1. L'esordio nella Coupe de France arriva contro il Vannes (3-2).

#### Olympique Marsiglia
Il 2 febbraio 2015 passa all'Olympique Marsiglia in prestito con diritto di riscatto, che diventerà obbligatorio in caso di qualificazione alla Champions League. Cinque giorni più tardi esordisce con la nuova maglia, nella partita sul campo del Rennes (1-1), subentrando a Romain Alessandrini nel secondo tempo e realizzando il gol del pareggio. A fine stagione il Marsiglia chiude al 4º posto in Ligue 1 e manca così la qualificazione alla Champions League. Nonostante ciò, il 2 luglio 2015 l'OM decide di riscattare comunque il giocatore per 11 milioni di euro.

#### Prestito al Genoa e al Milan
Il 29 giugno 2016 viene ceduto in prestito con diritto di riscatto, fissato a otto milioni più bonus, al Genoa. Il debutto con i liguri avviene il 12 agosto successivo, nella gara di Coppa Italia Genoa-Lecce (3-2), in cui è subentrato nel secondo tempo a Serge Gakpé. L'esordio in Serie A è invece avvenuto il 21 agosto seguente nella partita Genoa-Cagliari, terminata con il punteggio di 3-1. Il 6 novembre realizza il suo primo gol in serie A, nella gara casalinga contro l'Udinese terminata 1-1. Nella prima parte di stagione in rossoblu ottiene in totale 17 presenze e 3 gol.
Nel mercato invernale 2017 passa al Milan in prestito secco per 500.000 euro con medesimo diritto di riscatto e disputa la sua prima partita con la nuova maglia il 5 febbraio in Milan-Sampdoria, partita persa 0-1. Dopo altre 11 presenze non viene riscattato e torna in Francia.

#### Ritorno all'Olympique Marsiglia

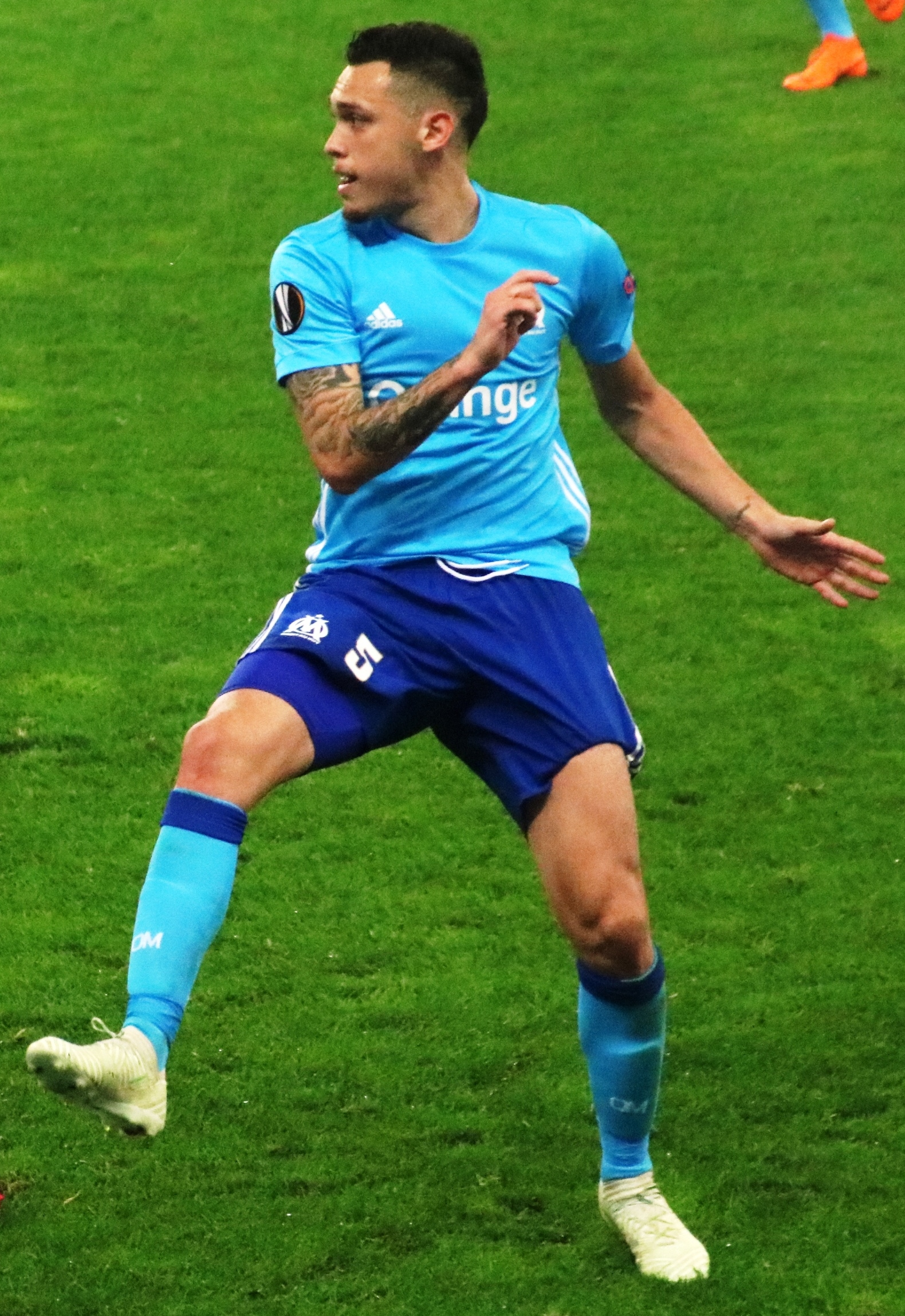
Ocampos in azione con la maglia del Marsiglia nel 2018.

Tornato al Marsiglia per fine prestito, nella nuova stagione con i Focesi, sigla 4 reti nelle prime 8 giornate di campionato, tra cui il 1º ottobre 2017 una doppietta in trasferta nella partita vinta per 4-2 contro il Nizza. L'8 marzo del 2018 è decisiva la sua doppietta, nella partita di andata degli ottavi di finale Europa League, vinta per 3-1 in casa contro l'Athletic Bilbao.

#### Siviglia e prestito all’Ajax
Il 3 luglio 2019 viene ingaggiato dal Siviglia, con cui firma un contratto fino al giugno 2024. Il 26 settembre successivo, segna la sua prima rete con la maglia andalusa, nella partita persa in trasferta per 3-2 contro l'Eibar. Nell'arco della stagione diviene una pedina inamovibile della squadra fornendo ottime prestazioni e andando in doppia cifra nei gol segnati. Il 7 luglio 2020, in occasione della sfida vinta 1-0 contro l'Eibar, segna il gol partita e nel finale di gara è costretto ad andare in porta in quanto il Siviglia non poteva più effettuare cambi, e rendendosi decisivo con una parata ai danni del portiere avversario Marko Dmitrovic. L'11 agosto segna il gol decisivo nel quarto di finale di Europa League contro gli inglesi del Wolverhampton, garantendo al Siviglia l'accesso alle semifinali. Il 21 agosto vince il trofeo battendo in finale l'Inter per 3-2. A fine agosto segna un gol su rigore nella finale di Supercoppa UEFA, persa dalla sua squadra ai supplementari.Il 27 agosto 2022 in Almería-Siviglia raggiunge le 100 presenze nella Liga con 25 gol all’attivo.
Quattro giorni dopo passa in prestito con diritto di riscatto all’Ajax in sostituzione di Antony. Con il club olandese gioca solo 6 partite tra Eredivisie e Champions e così il 17 gennaio 2023 fa ritorno nel club andaluso.

#### Monterrey
Il 3 settembre 2024 viene acquistato dal Monterrey.

### Nazionale
Viene convocato dall'Argentina Under-17 per il Mondiale Under 17 2011, esordendo nella partita contro la Francia Under-17, persa 3-0. La sua squadra arriva solamente agli ottavi, perdendoli contro l'Inghilterra Under 17 per 4-2.
Il 9 ottobre del 2019 fa il suo esordio con la nazionale maggiore argentina nella partita amichevole contro la Germania entrando nella ripresa al posto di Ángel Correa segnando anche la rete del definitivo 2-2.

## Statistiche

### Presenze e reti nei club
Statistiche aggiornate al 26 maggio 2024
| Stagione            | Squadra             | Campionato          | Campionato | Campionato | Coppe nazionali | Coppe nazionali | Coppe nazionali | Coppe continentali | Coppe continentali | Coppe continentali | Altre coppe | Altre coppe | Altre coppe | Totale | Totale | Totale |
| Stagione            | Squadra             | Comp                | Pres       | Reti       | Comp            | Pres            | Reti            | Comp               | Pres               | Reti               | Comp        | Pres        | Reti        | Pres   | Reti   |        |
| ------------------- | ------------------- | ------------------- | ---------- | ---------- | --------------- | --------------- | --------------- | ------------------ | ------------------ | ------------------ | ----------- | ----------- | ----------- | ------ | ------ | ------ |
| 2011-2012           | River Plate         | PBN                 | 38         | 7          | CA              | 1               | 0               | -                  | -                  | -                  | -           | -           | -           | 39     | 7      |        |
| ago. 2012           | River Plate         | PD                  | 1          | 0          | CA              | 0               | 0               | -                  | -                  | -                  | -           | -           | -           | 1      | 0      |        |
| Totale River Plate  | Totale River Plate  | Totale River Plate  | 39         | 7          |                 | 1               | 0               |                    | -                  | -                  |             | -           | -           | 40     | 7      |        |
| ago. 2012-2013      | Monaco              | L2                  | 29         | 4          | CF+CL           | 0+2             | 0+1             | -                  | -                  | -                  | -           | -           | -           | 31     | 5      |        |
| 2013-2014           | Monaco              | L1                  | 34         | 5          | CF+CL           | 4+1             | 2+0             | -                  | -                  | -                  | -           | -           | -           | 39     | 7      |        |
| 2014-feb. 2015      | Monaco              | L1                  | 17         | 1          | CF+CdL          | 2+1             | 1+0             | UCL                | 6                  | 1                  | -           | -           | -           | 26     | 3      |        |
| Totale Monaco       | Totale Monaco       | Totale Monaco       | 80         | 10         |                 | 10              | 4               |                    | 6                  | 1                  | -           | -           | -           | 96     | 15     |        |
| feb.-giu. 2015      | O. Marsiglia        | L1                  | 14         | 2          | CF+CdL          | 0+0             | 0               | -                  | -                  | -                  | -           | -           | -           | 14     | 2      |        |
| 2015-2016           | O. Marsiglia        | L1                  | 17         | 1          | CF+CdL          | 1+1             | 0+1             | UEL                | 6                  | 2                  | -           | -           | -           | 25     | 4      |        |
| 2016-gen. 2017      | Genoa               | A                   | 14         | 3          | CI              | 3               | 0               | -                  | -                  | -                  | -           | -           | -           | 17     | 3      |        |
| gen.-giu. 2017      | Milan               | A                   | 12         | 0          | CI              | 0               | 0               | -                  | -                  | -                  | SI          | 0           | 0           | 12     | 0      |        |
| 2017-2018           | O. Marsiglia        | L1                  | 31         | 9          | CF+CdL          | 4+1             | 3+0             | UEL                | 17                 | 4                  | -           | -           | -           | 53     | 16     |        |
| 2018-2019           | O. Marsiglia        | L1                  | 34         | 4          | CF+CdL          | 1+1             | 0               | UEL                | 4                  | 1                  | -           | -           | -           | 40     | 5      |        |
| Totale O. Marsiglia | Totale O. Marsiglia | Totale O. Marsiglia | 96         | 16         |                 | 9               | 4               |                    | 27                 | 7                  | -           | -           | -           | 132    | 27     |        |
| 2019-2020           | Siviglia            | PD                  | 33         | 14         | CR              | 4               | 2               | UEL                | 7                  | 1                  | -           | -           | -           | 44     | 17     |        |
| 2020-2021           | Siviglia            | PD                  | 34         | 5          | CR              | 4               | 2               | UCL                | 7                  | 0                  | SU          | 1           | 1           | 46     | 8      |        |
| 2021-2022           | Siviglia            | PD                  | 30         | 6          | CR              | 3               | 1               | UCL+UEL            | 6+3                | 1+1                | -           | -           | -           | 42     | 9      |        |
| ago. 2022-gen. 2023 | Ajax                | E                   | 4          | 0          | CO              | 0               | 0               | UCL                | 2+0                | 0                  | SO          | 0           | 0           | 6      | 0      |        |
| gen.-giu. 2023      | Siviglia            | PD                  | 19         | 4          | CR              | 1               | 0               | UEL                | 8                  | 1                  | -           | -           | -           | 28     | 5      |        |
| 2023-2024           | Siviglia            | PD                  | 35         | 4          | CR              | 4               | 0               | UCL                | 5                  | 1                  | SU          | 1           | 0           | 45     | 5      |        |
| Totale Siviglia     | Totale Siviglia     | Totale Siviglia     | 151        | 33         |                 | 16              | 5               |                    | 36                 | 5                  |             | 2           | 1           | 205    | 44     |        |
| Totale carriera     | Totale carriera     | Totale carriera     | 396        | 69         |                 | 39              | 13              |                    | 71                 | 13                 |             | 2           | 1           | 508    | 96     |        |

### Cronologia presenze e reti in nazionale
| Cronologia completa delle presenze e delle reti in nazionale ― Argentina | Cronologia completa delle presenze e delle reti in nazionale ― Argentina | Cronologia completa delle presenze e delle reti in nazionale ― Argentina | Cronologia completa delle presenze e delle reti in nazionale ― Argentina | Cronologia completa delle presenze e delle reti in nazionale ― Argentina | Cronologia completa delle presenze e delle reti in nazionale ― Argentina | Cronologia completa delle presenze e delle reti in nazionale ― Argentina | Cronologia completa delle presenze e delle reti in nazionale ― Argentina |
| Data                                                                     | Città                                                                    | In casa                                                                  | Risultato                                                                | Ospiti                                                                   | Competizione                                                             | Reti                                                                     | Note                                                                     |
| ------------------------------------------------------------------------ | ------------------------------------------------------------------------ | ------------------------------------------------------------------------ | ------------------------------------------------------------------------ | ------------------------------------------------------------------------ | ------------------------------------------------------------------------ | ------------------------------------------------------------------------ | ------------------------------------------------------------------------ |
| 9-10-2019                                                                | Dortmund                                                                 | Germania                                                                 | 2 – 2                                                                    | Argentina                                                                | Amichevole                                                               | 1                                                                        | 46’ 84’                                                                  |
| 13-10-2019                                                               | Elche                                                                    | Ecuador                                                                  | 1 – 6                                                                    | Argentina                                                                | Amichevole                                                               | 1                                                                        |                                                                          |
| 15-11-2019                                                               | Riyad                                                                    | Brasile                                                                  | 0 – 1                                                                    | Argentina                                                                | Amichevole                                                               | -                                                                        | 74’                                                                      |
| 8-10-2020                                                                | Buenos Aires                                                             | Argentina                                                                | 1 – 0                                                                    | Ecuador                                                                  | Qual. Mondiali 2022                                                      | -                                                                        |                                                                          |
| 13-10-2020                                                               | La Paz                                                                   | Bolivia                                                                  | 1 – 2                                                                    | Argentina                                                                | Qual. Mondiali 2022                                                      | -                                                                        | 69’                                                                      |
| 12-11-2020                                                               | Buenos Aires                                                             | Argentina                                                                | 1 – 1                                                                    | Paraguay                                                                 | Qual. Mondiali 2022                                                      | -                                                                        | 60’                                                                      |
| 17-11-2020                                                               | Lima                                                                     | Perù                                                                     | 0 – 2                                                                    | Argentina                                                                | Qual. Mondiali 2022                                                      | -                                                                        | 57’ 90+1’                                                                |
| 3-6-2021                                                                 | Santiago del Estero                                                      | Argentina                                                                | 1 – 1                                                                    | Cile                                                                     | Qual. Mondiali 2022                                                      | -                                                                        | 46’                                                                      |
| 1-2-2022                                                                 | Córdoba                                                                  | Argentina                                                                | 1 – 0                                                                    | Colombia                                                                 | Qual. Mondiali 2022                                                      | -                                                                        | 58’                                                                      |
| 29-3-2022                                                                | Guayaquil                                                                | Ecuador                                                                  | 1 – 1                                                                    | Argentina                                                                | Qual. Mondiali 2022                                                      | -                                                                        | 85’                                                                      |
| 19-6-2023                                                                | Giacarta                                                                 | Indonesia                                                                | 0 – 2                                                                    | Argentina                                                                | Amichevole                                                               | -                                                                        | 74’                                                                      |
| 12-10-2023                                                               | Buenos Aires                                                             | Argentina                                                                | 1 – 0                                                                    | Paraguay                                                                 | Qual. Mondiali 2026                                                      | -                                                                        | 90+4’                                                                    |
| Totale                                                                   |                                                                          | Presenze                                                                 | 12                                                                       |                                                                          | Reti                                                                     | 2                                                                        |                                                                          |

## Palmarès

### Club

#### Competizioni nazionali
- Primera B Nacional: 1

River Plate: 2011-2012
- Ligue 2: 1

Monaco: 2012-2013

#### Competizioni internazionali
- UEFA Europa League: 2

Siviglia: 2019-2020, 2022-2023

### Individuale
- Squadra della stagione della UEFA Europa League: 1

2019-2020